# 爱森纳赫纲领
爱森纳赫纲领（德語：Eisenacher Programm）是德意志社會民主工黨（德国社会民主党的前身之一）的纲领。该纲领于1869年8月8日在爱森纳赫举行的首次社會民主工黨大会上批准通过。该纲领既包含马克思主义观点，也提出了与其竞争对手全德工人联合会类似的要求和目标。

## 大会的过程
于爱森纳赫召开的代表大会上，萨克森人民党、德国工人协会联合会（VDAV）以及部分全德工人联合会（ADAV）的成员，他们合并建立了德意志社会民主工党（SDAP）。会议最初在金狮酒店举行。由于一些ADAV支持者的干扰，大会被迫中断，随后会议在“Zum Mohren”酒店重新召开。来自德意志193个地方的262名代表参加了此次会议。
大会决定，由一个五人委员会负责党的领导事务。位于布伦瑞克的地方小组被指定为总部，五人委员会由该地方小组内选举产生。此外，还设立了一个由十一名成员组成的监察委员会，驻地位于汉堡。党的最高权力机构应为每年召开的代表大会，同时也负责确定总部。党本身应基于信任代表制度。《民主周报》被确定为党的机关报，该报不久之后将用《人民国家报》的名字每周出版三次。大会还呼吁实现工会的统一，并在国际基础上成立更多的工会。
大会选举了莱昂纳德·冯·邦霍尔斯特、威廉·白拉克、约翰·海因里希·埃勒斯、弗里德里希·奈德尔和塞缪尔·施皮尔作为五人委员会成员。

## 爱森纳赫纲领
爱森纳赫纲领的核心目标是“建立一个自由的人民国家”。为工人阶级的解放而斗争不是为阶级特权和优先权而斗争，社会民主工党是为消灭一切阶级统治而斗争。这主要以“通过合作社消灭现今的生产方式（工资制度）”来实现。在这一点上，纲领明显继承了竞争对手全德工人联合会的观点。实现上述经济目标的前提是政治自由。只有在民主国家中才能解决社会问题。尽管会议讨论了在纲领里明确提出争取共和国作为国体，并将党命名为“社会共和国工党(Sozialrepublikanische Arbeiterpartei)"，但这个建议最终被拒绝。
与拉萨尔派的观点相当不同，爱森纳赫纲领主张：工人阶级的解放既不是某个地方的任务，也不是某个国家的任务。因此，纲领将德国社会民主工党称为国际工人协会（IAA）的一个分支。
纲领除关注原则性问题外，在“最近要求”这一标题下，还考虑了具体的目标。纲领要求为二十岁以上的男子提供普遍选举权。同时为了使经济条件较差的人也能参选，该纲领主张应为当选的代表给以足够维持生活的薪俸。奥古斯特·倍倍尔试图在纲领里加入女性选举权的要求，但遭到了会上大多数代表的反对。
除了议会，纲领希望通过引入“人民的直接立法制度”来推行直接民主。此外纲领也主张：现有的常备军应被民兵式的人民军队所取代。纲领还提出了司法独立，结束等级特权，政教分离，废除所有审查规定，实行国民小学的义务教育，并在一切公立教育机构中引入免费教育等一系列要求。
关于社会问题，纲领要求引入标准工时制来限制工作时间，并限制女性劳动，禁止儿童劳动。另外，纲领要求取消一切间接税，实行单一的直接累进税和遗产税。与全德工人联合会相同，纲领还要求以国家信贷来支持合作社的发展。

## 批评
列宁认为：“自由的人民国家”是70年代德国社会民主党人的纲领性要求和流行口号。这个口号除了对于民主概念的市侩的、夸张的描写，没有任何政治内容。由于当时是在合法地用这个口号暗示民主共和国，恩格斯也就从鼓动的观点上同意“暂时”替这个口号“辩护”。但这个口号是机会主义的，因为它不仅起了粉饰资产阶级民主的作用，而且表现出不懂得社会主义对任何国家的批评。我们赞成民主共和国，因为这是在资本主义制度下对无产阶级最有利的国家形式。但是，我们决不应该忘记，即使在最民主的资产阶级共和国里，人民仍然摆脱不了当雇佣奴隶的命运。其次，任何国家都是对被压迫阶级“实行镇压的特殊力量”。因此任何国家都不是自由的，都不是人民的。在70年代，马克思和恩格斯一再向他们党内的同志解释这一点。